# Campionati del Mediterraneo di lotta 2010
I campionati del Mediterraneo di lotta 2010 si sono svolti dal 7 al 9 maggio a Istanbul, in Turchia.
I campionati sono stati organizzati dalla Federazione spagnola di lotta sotto l'egida del Comitato Mediterraneo delle Lotte Associate (CMLA).

## Podi

### Uomini

#### Lotta greco-romana
| Evento        | Oro                    | Argento             | Bronzo                                        |
| Fino a 55 kg  | Ferhat Tekin           | Ayhan Karakuş       | Ivan Lončarić Mustafa Muhammad                |
| Fino a 60 kg  | Hasan Tahsin Özkul     | Sajjid Abd al-Munim | Kristijan Fris Emre Aslan                     |
| Fino a 66 kg  | Vasıf Arzumanov        | Danijel Janečić     | Artak Margaryan Aleksandar Maksimović         |
| Fino a 74 kg  | Neven Žugaj            | Petros Manulidis    | Khaled Al Othman Albish Mehmet Ali Küçükosman |
| Fino a 84 kg  | İlker Genel            | Adrian Mocanu       | Alexandros Pokilidis Aslan Atem               |
| Fino a 96 kg  | Muhammad Abd al-Fattah | Beniamino Scibilia  | Mahmut Alkan Jeorjos Kutsiumbas               |
| Fino a 120 kg | Atilla Güzel           | Miloš Spasić        | İsmail Güzel Marko Koščević                   |

##### Lotta libera
| Evento        | Oro               | Argento             | Bronzo                              |
| Fino a 55 kg  | Fatih Özdağ       | Berati Öztop        | Lokman Kaplanbaba Ghenadi Tulbea    |
| Fino a 60 kg  | Ersin Çetin       | Ghazwan Lazkani     | Abdi Zurnacı                        |
| Fino a 66 kg  | Mustafa Kaya      | Panagiotis Makrinas | Christophe Clavier Yakup Gör        |
| Fino a 74 kg  | Ayhan Sucu        | Ender Coşkun        | Maxime François Oleng Motsalin      |
| Fino a 84 kg  | İbrahim Bölükbaşı | Thomas Theodoroudis | Mustapha Khouili Erhan Cihangiroğlu |
| Fino a 96 kg  | Kenan Gör         | Fatih Yaşarlı       | Konstatin Aliosetskin               |
| Fino a 120 kg | Fatih Çakıroğlu   | Taha Akgül          | Efstatios Topalidis                 |

### Donne

#### Lotta libera
| Evento       | Oro                  | Argento              | Bronzo             |
| Fino a 48 kg | Burcu Kebiç          | Filiz Çıkrıkçı       | Veronica Faccio    |
| Fino a 51 kg | Melek Atakol         | Anne Raissa Catienda | Siham Haja         |
| Fino a 55 kg | Tatiana Debien       | Dilek Atakol         | Hasnaa Haja        |
| Fino a 59 kg | Adeline Vescan       | Derya Yılmaz         | Sara da Col        |
| Fino a 63 kg | Agoro Papawasiliu    | Maria Diana          | Neslihan Ulusoy    |
| Fino a 67 kg | Burcu Örskaya        | Inas Mustafa Jusuf   | Şefika Ot          |
| Fino a 72 kg | Shéhérazade Bentorki | Cynthia Vescan       | Maria Luiza Wrioni |